# 南朔州
南朔州，中国南北朝时设置的州。
- 南梁萧衍设置南朔州。东魏沿置，治齐坂城。领六郡：梁郡、新蔡郡、边城郡、义阳郡、新城郡、黄川郡，六县：新息县、鲖阳县、边城县、义阳县、新城县、安定县。北齐下辖新城郡、黄川郡二郡。后来被南陈占领，北周夺得後废除，合并入南建州。
- 东魏时侨置南朔州，故治在今介休市。魏孝明帝时介休县为胡贼所破，魏孝静帝更修筑介休县，迁朔州军人镇守，立为南朔州，领军人不领郡县，介休县仍属汾州。北齐沿置，周武帝时废除。
- 北齐改汾州置南朔州，治所在隰城县（今山西汾阳市）。辖境相当今山西省汾阳市、介休市、孝义市等地。下辖西河郡、定阳郡，北周又改名介州。